# PF-592,379
PF-592,379是一种含氮有机化合物，化学式C
13H
21N
3O，属于一种多巴胺受体D3选择性激动剂，由輝瑞制药研发。